# Hoch 2
Hoch 2 ist das dritte Soloalbum des österreichischen Rappers RAF Camora, der hierbei unter dem Namen RAF 3.0 auftritt. Es erschien am 5. Juli 2013 über sein eigenes Label Indipendenza in verschiedenen Versionen.

## Produktion
Fast das gesamte Album wurde von KD-Supier produziert (11 Songs). Des Weiteren sind RAF 3.0 selbst, Rooq, To High, Eckz Beatz, Drunken Masters, Stereoids und The Royals an jeweils an einem Titel beteiligt. Als Produzenten der Bonussongs waren RAF 3.0, KD-Supier (je 2), Drunken Masters, Stereoids (je 1) und zusätzlich Joshimixu sowie Tua (je 1) tätig.

## Covergestaltung
Das Albumcover ist in den Farbtönen grün und schwarz gehalten. Es zeigt im rechten Teil eine Collage der rechten Gesichtshälfte des Künstlers. So ist sein Auge durch das Zifferblatt einer Uhr ersetzt und verschiedene Metallteile sind zu sehen. Im linken Teil des Bildes befindet sich das RAF-3.0-Logo sowie der Titel Hoch 2, der als chemische Formel geschrieben ist. Das Cover der Premium-Edition zeigt mittig das komplette Gesicht von RAF 3.0 als Collage. Logo und Titel befinden sich oben links und rechts im Bild. Der Hintergrund ist jeweils in schwarz gehalten.

## Gastbeiträge
Auf der Standard-Edition wird RAF 3.0 lediglich von den Rappern Prinz Pi und Vega beim Lied Schwarze Sonne unterstützt. Die anderen Gastbeiträge sind auf den verschiedenen Sonder-Editionen enthalten. So tritt der Rapper MoTrip beim Stück Zum Quadrat in Erscheinung. Sierra Kidd rappt Gaststrophen auf den Liedern Einmal Star & zurück sowie Freunde (Remix). Wie weit? ist eine Kollaboration mit den Rappern Chakuza und Joshi Mizu. Letzterer ist außerdem auf dem Track Phantom (Remix) zu hören. Bei Fort arbeitete RAF 3.0 mit dem Rapper Tua zusammen.

## Titelliste
| Nr.          | Titel                                 | Produzent(en)              | Länge |
| ------------ | ------------------------------------- | -------------------------- | ----- |
| 1.           | Intro                                 | Raphael Ragucci            | 0:49  |
| 2.           | Phantom                               | KD-Supier, Rooq            | 2:59  |
| 3.           | Vergiss den Rest                      | KD-Supier, To High         | 3:02  |
| 4.           | Schwarze Sonne (feat. Prinz Pi, Vega) | KD-Supier, Eckz Beatz      | 4:25  |
| 5.           | Freunde                               | KD-Supier                  | 4:07  |
| 6.           | Bis ich wieder genug hab              | KD-Supier                  | 4:13  |
| 7.           | Gib’ mir deinen Namen (EVOL Pt. 1)    | KD-Supier                  | 3:21  |
| 8.           | Wie neu (EVOL Pt. 2)                  | KD-Supier, Drunken Masters | 3:01  |
| 9.           | Träumer (EVOL Pt. 3)                  | KD-Supier                  | 4:03  |
| 10.          | Schweigen                             | KD-Supier                  | 3:28  |
| 11.          | Treibsand                             | Stereoids                  | 3:10  |
| 12.          | Letzter Song                          | KD-Supier, The Royals      | 4:47  |
| 13.          | Endstation                            | KD-Supier                  | 4:16  |
| Gesamtlänge: | Gesamtlänge:                          | Gesamtlänge:               | 45:41 |

| Nr.          | Titel                                    | Produzent(en)              | Länge |
| ------------ | ---------------------------------------- | -------------------------- | ----- |
| 14.          | Wie weit? (feat. Chakuza, Joshi Mizu)    | Joshimixu                  | 3:46  |
| 15.          | Zum Quadrat (feat. MoTrip)               | Raphael Ragucci            | 3:18  |
| 16.          | Einmal Star & zurück (feat. Sierra Kidd) | KD-Supier, Drunken Masters | 3:23  |
| 17.          | Ciao Rocky                               | Stereoids                  | 4:18  |
| Gesamtlänge: | Gesamtlänge:                             | Gesamtlänge:               | 15:45 |

| Nr.          | Titel                               | Länge |
| ------------ | ----------------------------------- | ----- |
| 18.          | Du bist nicht allein                | 3:41  |
| 19.          | Freunde (Remix) (feat. Sierra Kidd) | 4:29  |
| Gesamtlänge: | Gesamtlänge:                        | 8:10  |

| Nr.          | Titel                              | Länge |
| ------------ | ---------------------------------- | ----- |
| 18.          | Orgel                              | 2:41  |
| 19.          | Phantom (Remix) (feat. Joshi Mizu) | 2:58  |
| Gesamtlänge: | Gesamtlänge:                       | 5:39  |

| Nr.          | Titel            | Produzent(en)        | Länge |
| ------------ | ---------------- | -------------------- | ----- |
| 18.          | Selbstzerstörung | Stereoids            | 3:18  |
| 19.          | Fort (feat. Tua) | Raphael Ragucci, Tua | 3:58  |
| Gesamtlänge: | Gesamtlänge:     | Gesamtlänge:         | 7:16  |

Die iTunes- und Deluxe-Edition enthalten zusätzlich eine CD mit den Instrumentals zu allen Liedern. Zudem enthält die Deluxe-Edition die Durch-das-dritte-Auge-DVD, auf der unter den Titeln Malaga, Artwork, Studio und Making Of Bonusmaterial zu finden ist.

## Chartplatzierungen und Singles
Hoch 2 stieg am 19. Juli 2013 auf Platz eins in die deutschen Albumcharts ein, was für RAF 3.0 den ersten Nummer-eins-Erfolg seiner Karriere bedeutete. Insgesamt konnte es sich vier Wochen in den Top 100 halten. Am gleichen Tag stieg das Album in den Ö3 Austria Top 40 auf Position drei ein und konnte sich drei Wochen in den Charts halten, RAF 3.0 ist somit das zweite Mal in den österreichischen Album-Top-10 vertreten. In der Schweizer Hitparade erreichte das Album am 21. Juli 2013 Rang acht und konnte sich insgesamt zwei Wochen in dieser platzieren. Hier erreichte RAF 3.0 die Top 10 das erste Mal. Des Weiteren konnte sich das Album an der Chartspitze der deutschen deutschsprachigen Albumcharts platzieren. Hoch 2 ist ferner das erste Album eines österreichischen Musikers seit Christina Stürmers Lebe lauter (2006), das auf der Spitzenposition in die deutschen Charts einstieg.
| ChartsChartplatzierungen | Höchstplatzierung | Wochen |
| ------------------------ | ----------------- | ------ |
| Deutschland (GfK)        | 1 (4 Wo.)         | 4      |
| Österreich (Ö3)          | 3 (3 Wo.)         | 3      |
| Schweiz (IFPI)           | 8 (2 Wo.)         | 2      |

Die Lieder Träumer (EVOL Pt. 3) und Schwarze Sonne wurden als Singles zum Download ausgekoppelt, konnten sich aber nicht in den Charts platzieren. Neben den Musikvideos zu den Singles erschienen auch ein Video zum Song Phantom, bei diesen drei Musikvideos führte Moritz Winkler Regie. Des Weiteren erschienen zwei etwa fünf-minütige Videosnippets zum Album. Am 9. Oktober 2013 wurde ein Musikvideo zum Stück Letzter Song veröffentlicht, bei dem Daniel Zlotin als Regisseur tätig war. Letzter Song wurde am 24. Oktober 2013 zudem als Single veröffentlicht.

## Rezeption
| Professionelle Bewertungen | Professionelle Bewertungen |
| -------------------------- | -------------------------- |
| Kritiken                   |                            |
| Quelle                     | Bewertung                  |
| laut.de                    | [ 14 ]                     |
| rap.de                     | [ 15 ]                     |
| Hiphop.de                  | [ 16 ]                     |
| rappers.in                 | [ 17 ]                     |

Hoch 2 erhielt durchgehend positive Kritiken:
Alexander Austel vom deutschsprachigen Online-Magazin laut.de bewertete den Tonträger mit drei von möglichen fünf Punkten. Der Rezensent meint, RAF 3.0 zeige sich „sehr detailverliebt“, lege „großen Wert auf zielgenaue, hämmernde Bässe“, bringe „seinen ganz eigenen Synthie-Beat mit“ und rappe „sicher und gekonnt“. Allerdings bliebe „von dem für Grunge typischen rauen, disharmonischen Klang, dominiert von halbverzerrten Gitarrensoli“, an dem sich der Künstler versuche, „nichts übrig“.
Auf rap.de erhielt der Tonträger ebenfalls eine positive Bewertung mit acht von zehn Punkten. Hier wird positiv hervorgehoben, dass sich der Interpret „bis auf wenige Ausnahmen auf einem textlich sehr anspruchsvollen Niveau“ und „ganz bewusst zwischen verschiedenen Stilmitteln“ bewege. Als das „Herzstück des Albums“ wird die Liedtrilogie „EVOL Pt. 1–3“ (rückwärts „Love“, englisch für „Liebe“) bezeichnet, Hoch 2 sei insgesamt ein „grandios niveauvolles Album, sowohl auf Beat- wie auf Textebene“.
Erich Unrau von der Internetseite Hiphop.de bewertete Hoch 2 mit insgesamt 8,75 von zehn Punkten. RAF 3.0 würde mit dem Album „musikalisch alle Grenzen der Musik“ sprengen, „die verschiedensten Genres zu einem Hybrid“ vermischen und „einen neuen, in der Form noch nie vorhandenen und in sich stimmigen Musikstil“ erfinden, RAF 3.0 sei „weder Rapper noch Sänger, er ist Künstler durch und durch“.
Auf dem Portal rappers.in erhielt das Album 5,5 von möglichen sechs Punkten.
Bei der Echoverleihung 2014 wurde RAF 3.0 mit dem Album in der Kategorie Hip-Hop/Urban international nominiert.